# Amtmann Árpád
Amtmann Árpád (Gyirmót, 1923. december 24. – Dorog, 2016. január 13.) aranyokleveles gépészmérnök.

## Munkássága
A Budapesti Műszaki Egyetemen szerezte a diplomáját. 1950–1984 között a Dorogi Szénbányák Bányagépgyártó és Javító dolgozója, 1969-től főmérnöke. Mindezek mellett 1953–1964 között a Kenyérmezei Bányagépészeti Technikum esti és levelező tagozatának tanára, a Bányagépészettan című tankönyv társszerzője és szerkesztője. Több dorogi szakirodalom adatközlője.

## Kitüntetések
- Kiváló Dolgozó (11-szeres)
- Munka Érdemrend, ezüst és arany fokozat
- Honvédelmi Érdemérem